# 이승환 (1974년생 희극인)
이승환(1974년 7월 5일 ~ )은 대한민국의 희극 배우이자 사업가이다.

## 출연작

### 방송
- 개그콘서트 (KBS)
- 긴급구조119 (KBS)
- 신나라 과학나라 (KBS)
- 코미디 세상만사 (KBS)
- 가족오락관 게스트 (KBS) 1997년, 1998년, 2003년, 2006년, 2007년, 2008년
- 새롭게 하소서 (CBS)
- 시트콤 란제리 (코미디TV)